# Virginia Beccaría Canelo
Virginia Beccaría Canelo (San Francisco, ⁣16 de septiembre de 1981) es una escritora argentina de literatura infantil y juvenil, con varios premios por sus obras.
Es Licenciada y Profesora  de Nivel Medio y Superior en Ciencias de la Comunicación Social y Especialista en Procesos de Lectura y Escritura por la Universidad Nacional de Buenos Aires. En su recorrido literario, se formó con María Teresa Andruetto, Guillermo Saccomanno y María Wernicke. Su novela Canción de molino y noche  ganó por unanimidad el Premio Más que Lectura 2022, y fue publicado por Editorial Estrada.
El mismo libro ganó el premio Destacados ALIJA en la categoría Mejor Novela Juvenil. 

El dictamen del concurso Más que Lectura, emitido por el jurado conformado por Ana Lucía Salgado, Franco Vaccarini y Karina Echavarría el día 5 de mayo de 2022, destacó acerca de esta obra presentada por la escritora bajo el seudónimo Lev:
La escritura concisa y exquisita, una estructura de bella simetría, un juego metafórico excepcional y una historia que une los saberes ancestrales, las supersticiones y los secretos familiares. Canción de molino y noche propone una pequeña saga familiar situada en ambiente rural, donde dos generaciones trajinan  —pero también recomponen— ausencias y presencias, pasado y futuro, y le regala al lector la felicidad de haber entrado en el corazón de una obra inspirada.
También recibió el Premio Destacados ALIJA a Mejor Novela Juvenil publicada en 2022.
Ha trabajado en distintos niveles educativos y en editoriales, también ha dictado talleres de escritura y organizado eventos literarios.
Actualmente, vive en la Ciudad de Buenos Aires.

## Biografía

### Primeros años
De pequeña asistió a la primaria de la Escuela Sarmiento y continuó su educación en la Escuela Normal Superior Dr. Nicolás Avellaneda en su ciudad natal San Francisco de la provincia de Córdoba. Durante esta etapa de escolarización, participó de talleres, publicó en la revista de la escuela y asistió cafés literarios de su pueblo, demostrando ya desde temprana edad su amor por las letras.
A los 7 años comenzó a escribir cuentos y poesías, leyendo también todas las novelas que estaban a su alcance en la casa de su abuela.
A los 18 años de edad se mudó a la Ciudad de Buenos Aires, haciendo de la capital argentina su hogar definitivo.
En la Universidad Nacional de Buenos Aires, cursó una Licenciatura en Ciencias de la Comunicación, con orientación en Periodismo, egresándose en el año 2008.

### Trayectoria literaria y formación académica
Su novela Muriel y los peces obtuvo el 3.º Premio del Concurso Bienal Federal de Novela 2019, en el marco del Programa de Cultura del Consejo Federal de Inversiones. Fue publicada por Editorial Biblioteca (La Vigil), con contratapa de María Teresa Andruetto (2021). La obra se reimprimió en 2023 y fue presentada en la Feria Internacional del Libro de Buenos Aires por Franco Vaccarini.

Como presidente del jurado del Concurso Bienal Federal de Novela 2019, la escritora Tununa Mercado comentó sobre Muriel y los peces en la cuenta de Twitter del Programa de Cultura del Consejo Federal: 
Dos muchachas con vidas paralelas, intensos recorridos, en los que aparecen el entorno natural y familiar, pero sin comprometer su libertad. Espacios libres, miradas abiertas, comprensión del entorno natural, emociones que ponen a prueba la capacidad de sortear la adversidad, sobre todo de sostener el vínculo y sensibilidad frente al mundo animal y vegetal. Utopía realizada. Con momentos dramáticos, de incertidumbre y perplejidad frente a lo inesperado. Relato límpido e inquietante.
Beccaría Canelo ha publicado también el libro ¿Te acordarás? (Cuervo verde, 2012), con prólogos de María Teresa Andruetto y Reina Roffé. Entre sus publicaciones más recientes se encuentran la saga La Hermandad de los Pelos de Punta, cuyo primer libro se titula El misterio de la heladería (Siglo XXI, 2025) y la novela infantil La guarida del viento (Aique,2025). 
Además, es autora de libros de texto escolares, cuentos, de los catálogos de arte de su abuelo Rubén Canelo, obras hipertextuales, entre otras publicaciones.  
En su paso por el periodismo cultural, ha escrito para medios como el diario Crítica, la revista Quid de El Ateneo, La voz de San Justo, entre otros. 

### Participación de eventos literarios y culturales
En 2008, Virginia Beccaría Canelo organizó el Homenaje a Alfonsina Storni en la Ciudad de Buenos Aires. En el evento se presentaron figuras del ámbito cultural, tales como Julia Zenko, la familia Storni y Florencia Abate, sumándose además el espectáculo de narración oral de Claudia Stella, Gimena Blixen y Marcela Ganapol. Virginia también compartió la lectura de sus producciones literarias.
Como disertante, asistió al 9º Encuentro Bienal e Internacional de Escritores de la ciudad de Villalonga, del 19 al 22 de febrero de 2009.
En el emblemático Café Tortoni, coordinó entrevistas abiertas en el ciclo denominado “Café con escritores” durante el 2009, con Esther Cross y Ricardo Coler como invitados. En 2012, presentaría allí su libro ¿Te acordarás?, en 2012, con la participación del dúo musical Vecina y la narradora Carolina Sol.
La lectura de “Canciones para Muriel”, con acompañamiento musical de Nora Galit, fue otra de las participaciones de esta autora, compartiendo sus palabras en el restobar Lodemaia de Capital Federal.
Durante 2019 y en el Espacio Cultural Kowalsky, coordinó el Ciclo de Escritoras Felicidad Clandestina.
La presentación de su premiada obra Muriel y los peces ya se llevaría a cabo en septiembre de 2021, en la Biblioteca Popular La Vigil de la ciudad de Rosario, con la participación virtual de María Teresa Andruetto y acompañada con la interpretación musical de Nora Galit. 
Cabe destacar que Muriel y los peces también fue llevada a la Feria Internacional del Libro 2023 con motivo de su reimpresión y presentada por Franco Vaccarini.

## Obras literarias publicadas
- 2012: ¿Te acordarás?
- 2021: Muriel y los peces
- 2022: Canción del molino y noche
- 2025 La guarida del viento
- 2025 El misterio de la heladería. Saga La Hermandad de los Pelos de Punta

## Premios y distinciones

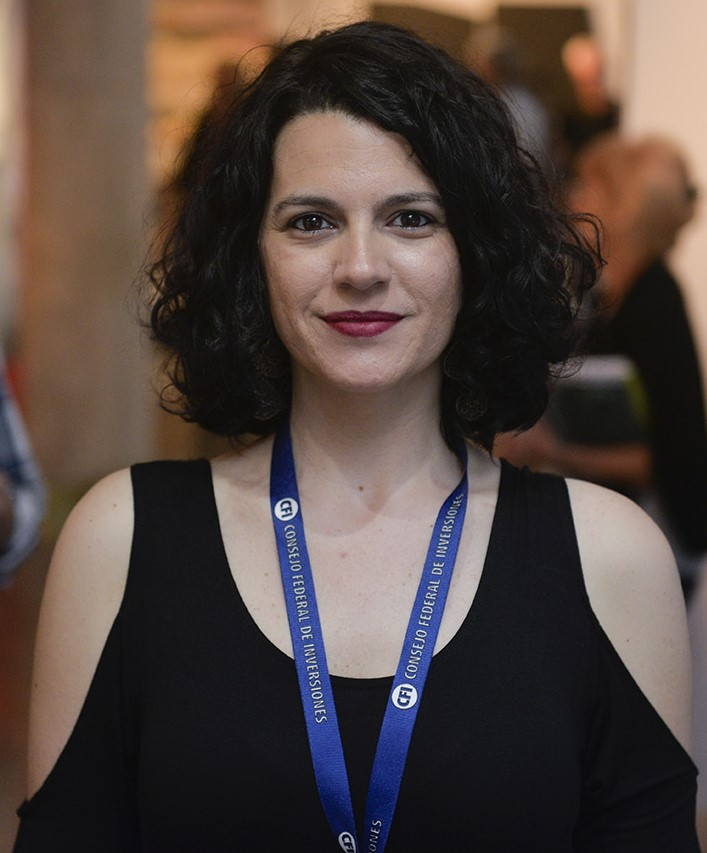
Virginia Beccaría Canelo en la entrega del Premio Federal de Novela (CFI).

- 2008: Finalista Concurso Constantí - Relatos de Familia. España.
- 2019: 3º Premio Federal de Novela. Programa de Cultura del Consejo Federal de Inversiones. Bienal 2019. Argentina.
- 2022: Premio Destacados ALIJA 2022. Mejor novela juvenil por la obra Canción de molino y noche. Argentina.
- 2022: Premio (unánime) Más que lectura 2022 por la obra Canción de molino y noche. Editorial Estrada. Argentina.